# Internet de les coses
La Internet de les coses (de l'anglès Internet of Things o IoT) es refereix, en termes d'informàtica, a una xarxa d'objectes físics de la vida quotidiana interconnectats mitjançant sensors, programari i altres tecnologies per tal d'intercanviar dades amb altres dispositius i sistemes a través d'Internet.
La definició d'«Internet de les coses» ha evolucionat a causa de la convergència de múltiples tecnologies, com per exemple, anàlisi en temps real, aprenentatge automàtic, sensors de productes bàsics i sistemes incrustats. Els camps tradicionals de sistemes incrustats, xarxes de sensors sense fil, sistemes de control, automatització (inclosa la domòtica i la construcció d'edificis) i d'altres contribueixen a habilitar la Internet de les coses. Al mercat de consum, la tecnologia IoT és sinònim de productes relacionats amb el concepte de «casa intel·ligent», que inclou dispositius i electrodomèstics (com ara aparells d'il·luminació, termòstats, sistemes i càmeres de seguretat domèstiques, etc.) que admeten un o més ecosistemes habituals i es poden controlar mitjançant dispositius associats a aquest ecosistema, com ara telèfons intel·ligents i altaveus intel·ligents. La Internet de les coses també es pot utilitzar en sistemes sanitaris.
Hi ha una sèrie preocupacions sobre els perills en el creixement de l'internet de les coses, especialment en les àrees de privadesa i seguretat, i, en conseqüència, els moviments de la indústria i del govern per abordar aquestes preocupacions han començat, inclòs el desenvolupament d'estàndards internacionals .
El concepte és molt senzill però la seva aplicació és complicada. Si tots els llibres, samarretes, llaunes o parts d'una motocicleta estiguessin equipats amb dispositius d'identificació minúsculs, la vida rutinària en el nostre planeta patiria una transformació. Desapareixerien els objectes perduts, perquè nosaltres sabríem concretament el que es consumeix a l'altra banda de la Terra. Al mateix torn, els robatoris s'extingirien, ja que coneixeríem el lloc on es troba el producte en qualsevol moment.
Si tots els objectes quotidians, des del iogurt fins a un helicòpter, estiguessin equipats amb etiquetes de ràdio, podrien ser identificats i gestionats per equips de la mateixa manera que si ho fossin per éssers humans. Amb el nou sistema de generació d'identificadors amb el protocol IPv6 es poden identificar tots els objectes, cosa que abans no era possible amb IPv4. Aquest sistema és capaç d'identificar de forma instantània qualsevol tipus d'objecte.
L'Internet de les coses podria codificar de 50 a 100.000 milions d'objectes i seguir el moviment d'aquests. Cada ésser humà es troba envoltat de 1.000 a 5.000 objectes.
El servei touchatag d'Alcatel-Lucent touchatag i el gadget Violeta Mirror poden proporcionar una visió d'orientació pragmàtica als consumidors de l'Internet de les coses, pel que qualsevol pot enllaçar elements del món real al món en línia utilitzant les etiquetes RFID (i codis QR en el cas de touchatag).
Hi ha estimacions de 200 mil milions de dispositius connectats en un futur pròxim. El valor del mercat es projecta a 80 mil milions de dòlars.

## Definició original

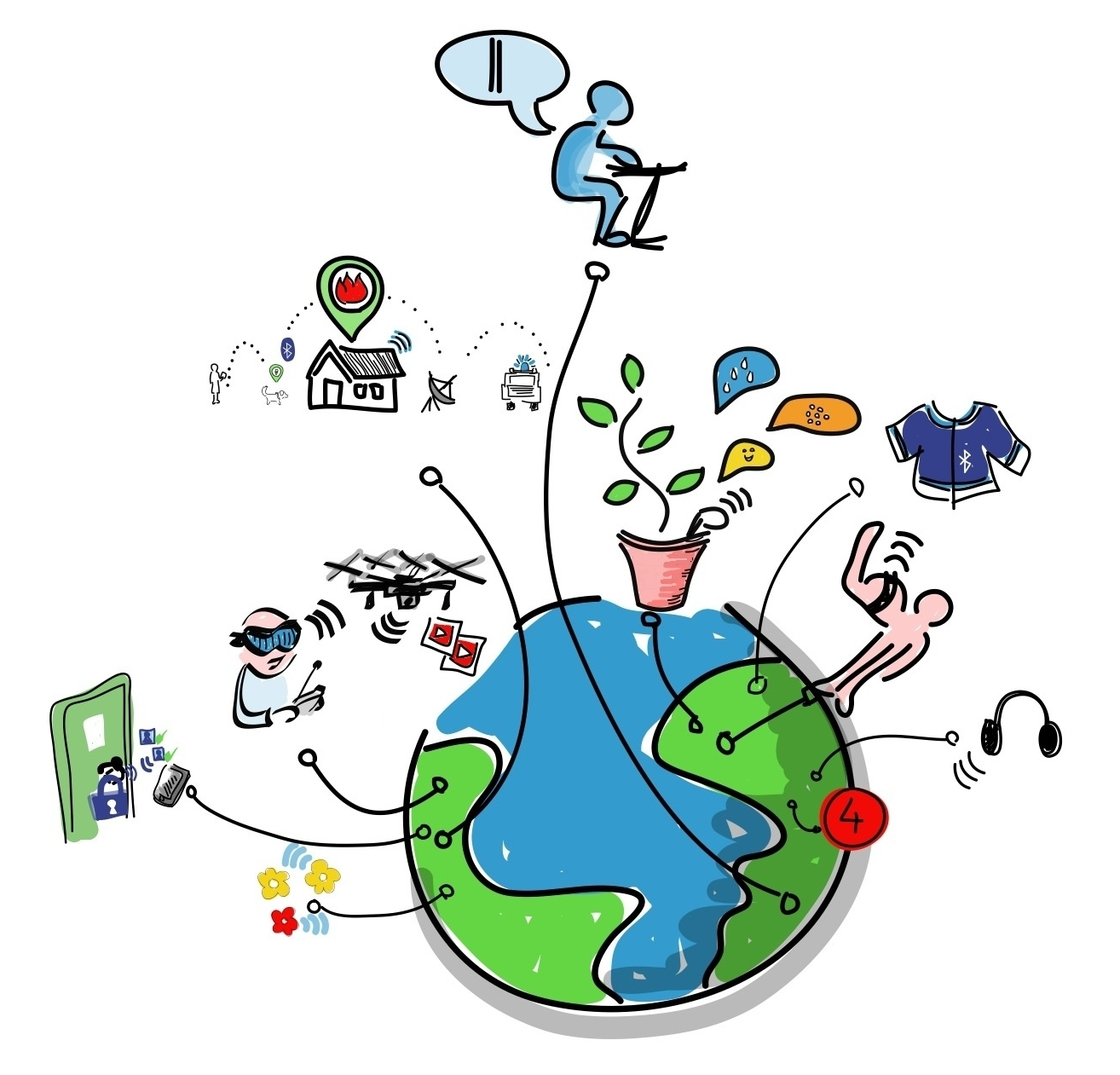
Fig.1 Esquema gràfic d'internet de les coses

Bill Joy va imaginar-se la comunicació D2D (de l'anglès: device to device, dispositiu a dispositiu) com a part de la seva estructura de les "Sis Webs" (el 1999 en el Fòrum Econòmic Mundial de Davos) però, fins a l'arribada de Kevin Ashton, la indústria no va donar una segona oportunitat a la Internet de les coses.

L'any 2009, en un article de de la revista RFID journal, Kevin Ashton va escriure:
Els ordinadors actuals —i, per tant, internet— són pràcticament dependents dels éssers humans per a demanar informació. Una majoria dels gairebé 50 petabytes (1 petabyte són 1024 terabytes) de dades disponibles a internet van ser inicialment creats per humans, a força de teclejar, pressionar un botó, prendre una imatge digital o escanejar un codi de barres. Els diagrames convencionals d'Internet deixen fora els routers més importants de tots: les persones. El problema és que les persones tenen un temps, una atenció i una precisió limitats, i no se'ls dona molt bé aconseguir informació sobre coses en el món real. I, això, és un gran obstacle. Som cossos físics, igual que el medi que ens envolta. No podem menjar bits, ni cremar-ne per resguardar-nos del fred, ni ficar-los en tancs de gas. Les idees i la informació són importants però, les coses quotidianes tenen molt més valor. Encara que, la tecnologia de la informació actual és tan dependent de les dades escrits per persones, els nostres ordinadors saben més sobre idees que sobre coses. Si existissin ordinadors que sabessin tot el que haurien de saber sobre les "coses", mitjançant l'ús de dades que ells mateixos poguessin recollir sense la nostra ajuda, nosaltres podríem monitorar, comptar i localitzar tot al nostre voltant, d'aquesta manera, es reduirien increïblement despeses, pèrdues i costos. Sabríem quan reemplaçar, reparar o recuperar el que fos, així com, conèixer si el seu funcionament és correcte. L'Internet de les coses té el potencial per canviar el món tal com va fer la revolució digital fa unes dècades. Potser fins i tot fins a més. 
Els estudis relacionats amb la Internet de les coses estan encara en un punt molt d'hora de desenvolupament. Com a resultat, no tenim una definició estandarditzada per aquest terme. Una enquesta duta a terme per diversos investigadors resumeix d'alguna manera el terme.

## Història
El concepte principal d'una xarxa de dispositius intel·ligents es va discutir ja el 1982, amb una màquina expenedora de Coca-Cola modificada a la Universitat Carnegie Mellon que es va convertir en el primer aparell connectat a Internet, capaç d'informar sobre el seu inventari si les begudes acabades de carregar eren fredes o no.
El 1990, John Romkey va crear el primer dispositiu connectat, una torradora de pa que es podia encendre i apagar a través d'Internet. L'article de 1991 de Mark Weiser sobre informàtica omnipresent, "The Computer of the 21st Century", així com llocs acadèmics com UbiComp i PerCom van produir la visió contemporània de la Internet de les Coses.
Paul Saffo’s va donar la primera breu descripció sobre sensors i el seu futur el 1997.
El 1994, Reza Raji va descriure el concepte a IEEE Spectrum com «(moure) petits paquets de dades a un gran conjunt de nodes, per integrar i automatitzar des de electrodomèstics fins a fàbriques senceres». Entre 1993 i 1997, diverses empreses van proposar solucions com Microsoft 's at Work o Novell 's NEST. El camp va guanyar força quan, Bill Joy va imaginar la comunicació de dispositiu a dispositiu com a part del seu marc «Six Webs», presentat al Fòrum Econòmic Mundial de Davos el 1999.
El terme Internet of Things (IoT) va ser inventat el 1999 per Kevin Ashton de Procter&Gamble. El centre d'Auto-ID del MIT va dir que ell preferia el terme «Internet per a les coses» (Internet for things). En aquest moment, es considerava que la identificació per radiofreqüència (RFID) era essencial per a la Internet de les coses', que permetria als ordinadors gestionar totes les coses individuals.
L'any 2000 LG va anunciar que pretenia desenvolupar el primer refrigerador intel·ligent que determinaria per ell mateix si els productes del seu interior s'havien de reposar o no.
L'any 2003 es va desplegar RFID a nivell massiu en l'exèrcit dels Estats Units al seu programa de Savi. El mateix any Walmart va implementar RFID en totes les seves botigues arreu del món[3]. Segons Cisco en aquest any encara no existia IoT, ja que el nombre de dispositius per persona era inferior a un, encara no havia començat la invasió dels dispositius com els Smartphones.
L'any 2005 apareixien articles sobre la Internet de les coses i el seu futur a The Guardian, Scientific American i Boston Globe.
L'any 2008 un grup d'empreses van posar en marxa l'Aliança IPSO per promoure l'ús del Protocol d'Internet (IP) en les xarxes d'objectes intel·ligents.
Cisco considera que el «naixement» de l'IoT es va produir entre 2008 i 2009, ja que el nombre de dispositius connectats superava el nombre d'habitants del planeta.

## Accessibilitat universal a les coses mudes
Una visió alternativa, des del món del web semàntic, se centra més bé en fer que tots els objectes (a més de les electròniques, intel·ligents o RFID) tinguin una adreça fonamentada en algun dels protocols existents com, per exemple, URI. Els objectes o les coses no poden parlar però, d'aquesta manera, podrien ser referenciats per altres agents, tals com potents servidors centralitzats que actuïn pels seus propietaris humans.
Això és poc probable que succeeixi en situacions amb poc spime i, mentrestant, els dos punts de vista tenen implicacions molt diferents. En particular, l'enfocament universal d'adreçament inclou coses que no poden tenir comportaments de comunicació propis, com resums de documents.

## Tendències i característiques
La principal tendència significativa de la Internet de les coses en els darrers anys és el creixement explosiu de dispositius connectats i controlats per Internet. L'àmplia gamma d'aplicacions per a la tecnologia IoT significa que les especificacions poden ser molt diferents d'un dispositiu a l'altre, però hi ha característiques bàsiques compartides per la majoria.
La Internet de les coses crea oportunitats per a una integració més directa del món físic en sistemes basats en ordinadors, cosa que provoca millores d'eficiència, beneficis econòmics i reduïts esforços humans.

### Intel·ligència
La Internet de les coses probablement serà “no determinista” i de xarxa oberta (ciberespai), en la qual entitats intel·ligents autoorganitzades (servei web, components SOA) o objectes virtuals (avatars), seran interoperables i capaços d'actuar independentment (que persegueixen objectius propis o compartits), en funció del context, les circumstàncies o l'ambient. Es generarà una intel·ligència ambiental (construïda en computació ubiqua).
La intel·ligència ambiental i el control autònom no formen part del concepte IoT i no necessàriament han d'estar vinculades a estructures d’Internet. No obstant això, hi ha un canvi en la investigació (per part d'empreses com Intel) per integrar els conceptes de la Internet de les coses i el control autònom cap a aquesta direcció considerant els objectes com la força motriu de la Internet de les coses autònoma. Un enfocament prometedor en aquest context és l'aprenentatge de reforç profund on la majoria dels sistemes d'IoT proporcionen un entorn dinàmic i interactiu. La formació d'un agent (és a dir, un dispositiu IoT) per comportar-se de manera intel·ligent en un entorn d'aquest tipus no pot ser abordada per algorismes d'aprenentatge automàtic convencionals, com ara l'aprenentatge supervisat. Mitjançant l'enfocament d'aprenentatge de reforç, un agent d'aprenentatge pot percebre l'estat de l'entorn (per exemple, detectar la temperatura de la llar), dur a terme accions (per exemple, activar o desactivar l'HVAC) i aprendre a través de la maximització de les recompenses acumulades que rep a llarg termini.
La intel·ligència IoT es pot oferir en tres nivells: dispositius IoT, nodes Edge / Fog i cloud computing. La necessitat de control i decisió intel·ligents a cada nivell depèn de la sensibilitat al temps de l'aplicació a la Internet de les coses. Per exemple, la càmera d'un vehicle autònom ha de fer la detecció d'obstacles en temps real per evitar un accident. Aquesta presa de decisions ràpida no seria possible mitjançant la transferència de dades del vehicle al núvol i retornar les prediccions al vehicle. En lloc d'això, tota l'operació s'ha de realitzar localment al vehicle. La integració d'algoritmes avançats d'aprenentatge automàtic, inclòs l'aprenentatge profund dins dispositius que apliquen la Internet de les coses', és una àrea de recerca activa per apropar els objectes intel·ligents a la realitat. A més, és possible treure el màxim profit dels desplegaments de la Internet de les coses mitjançant l'anàlisi de dades d'IoT, l'extracció d'informació oculta i la predicció de decisions de control. S'ha utilitzat una àmplia varietat de tècniques d'aprenentatge automàtic en el domini de la IoT, que van des de mètodes tradicionals com la regressió, la màquina vectorial de suport i el bosc aleatori, fins a d'altres avançats com les xarxes neuronals convolucionals, long short-term memory (LSTM) i l'autocodificador variacional.
En el futur, la Internet de les coses podria esdevenir una xarxa oberta (ciberespai) i no determinista en què les entitats autoorganitzades o intel·ligents (serveis web, components SOA) i els objectes virtuals (avatars) siguin interoperables i capaços d'actuar independentment (perseguint els seus objectius propis o compartits), en funció del context, les circumstàncies o l'ambient. El comportament autònom mitjançant la recopilació i el raonament de la informació de context, així com la capacitat de l'objecte per detectar canvis en l'entorn (errors que afecten els sensors) i introduir mesures de mitigació adequades constitueixen una tendència important de la investigació, cosa clarament necessària per proporcionar credibilitat a la tecnologia IoT. Els productes moderns d'IoT i les solucions al mercat utilitzen una gran varietat de tecnologies diferents per donar suport a aquesta consciència a un context d'automatització, però es demanen formes d'intel·ligència més sofisticades que permetin desplegar unitats de sensors i sistemes ciberfísics intel·ligents per tal de poder-se utilitzar en entorns reals.

### Arquitectura
El sistema serà probablement un exemple "d'arquitectura orientada a esdeveniments" , construïda de baix a dalt (fonamentada en el context de processos i operacions, en temps real) i tindrà en consideració qualsevol nivell addicional. Per tant, el model orientat a esdeveniments i l'enfocament funcional coexistiran amb nous models capaços de tractar excepcions i l'evolució insòlita de processos (Sistema multi-agent, B-ADSC, etc.).
El significat d'un esdeveniment no estarà necessàriament basat en models determinístics o sintàctics. Possiblement es basi en el context del mateix succés: així, serà també una Web Semàntica. En conseqüència, no seran estrictament necessàries normes comuns que no serien capaces de conduir tots els contextos o usos: alguns actors (serveis, components, avatars) estaran auto referenciats de forma coordinada i, si calgués, s'adaptarien a normes comuns (per a predir alguna cosa només seria necessari definir una “finalitat global”, cosa que no és possible amb cap dels actuals enfocaments i normes).
L'arquitectura del sistema IoT, en la seva visió més senzilla, consta de tres nivells:
- Nivell 1: dispositius que inclouen elements en xarxa, com ara els sensors i actuadors que es troben en equips IIoT, en particular, aquells que fan servir protocols com Modbus, Bluetooth, Zigbee o protocols privatius per connectar-se a una xarxa Edge.
- Nivell 2: informàtica Edge Gateway.[33] Consisteix en sistemes d'agregació de dades de sensors anomenats Edge Gateways que proporcionen funcionalitat, com ara el processament previ de les dades, assegurant la connectivitat al núvol, utilitzant sistemes com WebSockets, el concentrador d'esdeveniments i, fins i tot, en alguns casos, analítica de vora o informàtica de boira. La capa Edge Gateway també és necessària per donar una visió comuna dels dispositius a les capes superiors per facilitar la seva gestió. Inclou diversos sistemes de bases de dades que emmagatzemen dades de sensors, com ara bases de dades de sèries temporals o magatzems d'actius que utilitzen sistemes d'emmagatzematge de dades de fons (per exemple, Cassandra, PostgreSQL).
- Nivell 3: el núvol. Aplicació del qual ha estat creada per la IoT mitjançant l'arquitectura de microserveis, que solen ser políglotes i són de naturalesa segura mitjançant HTTPS / OAuth. Inclou diversos sistemes de bases de dades que emmagatzemen dades de sensors, com ara bases de dades de sèries temporals o magatzems d'actius que utilitzen sistemes d'emmagatzematge de dades de fons (per exemple, Cassandra, PostgreSQL). Aquest nivell, a la majoria de sistemes IoT basats en el núvol, inclou un sistema de cues d'esdeveniments i un sistema de missatgeria que gestiona la comunicació que transcorre en tots els nivells.[34] Alguns experts van classificar els tres nivells del sistema de la Internet de les coses com a vora, plataforma i empresa que es connecten per una xarxa de proximitat, xarxa d'accés i xarxa de serveis, respectivament.[35]

Basada en la Internet de les coses, la xarxa de les coses és una arquitectura per a la capa d'aplicacions de la IoT que preveu la convergència de dades dels dispositius IoT en aplicacions web per crear casos d'ús innovadors. Per a programar i controlar el flux d'informació a la Internet de les coses, s'anomena BPM Everywhere una direcció arquitectònica predita que és una combinació de gestió de processos tradicionals amb mineria de processos i capacitats especials per automatitzar el control d'un gran nombre de dispositius coordinats.

#### Arquitectura de la xarxa
La Internet de les coses requereix una gran adaptabilitat a l'espai de la xarxa per gestionar la pujada de dispositius i la seva informació. IETF 6LoWPAN s'utilitzaria per connectar dispositius a xarxes IP. Amb la incorporació de milers de milions de dispositius a l'espai d'Internet, l'IPv6 tindrà un paper important en la gestió de l'adaptabilitat de la xarxa.
La informàtica de boira és una alternativa viable per evitar un flux massa gros de dades a través d'Internet. La potència de càlcul dels dispositius de vora per analitzar i processar dades és extremadament limitada. La potència de processament limitada és un atribut clau dels dispositius IoT, ja que tenen com a finalitat subministrar dades sobre objectes físics mentre es mantenen autònoms. Els requisits de processament intensiu fan servir més potència de la bateria i perjudiquen la capacitat de funcionament de la Internet de les coses. L'adaptabilitat és fàcil perquè els dispositius IoT simplement subministren dades a través d'Internet a un servidor amb una potència de processament suficient.

### Sistema caòtic o complex?
En semi-bucles oberts o tancats (és a dir, les cadenes de valor, sempre que es pot establir una finalitat global), la Internet de les coses serà considerada i estudiada com un sistema complex, per la gran quantitat d'enllaços diferents i interaccions entre agents autònoms, i la seva capacitat per integrar nous actors. A l'etapa global (de bucle obert complet), probablement això serà vist com una caòtica mediambiental. Com a enfocament pràctic, no tots els elements de la Internet de les coses funcionen en un espai públic global. Sovint, s'implementen subsistemes per tal de suavitzar els riscos de privadesa, control i fiabilitat. Per exemple, la robòtica domèstica (domòtica), que s'executa dins d'una casa intel·ligent, només pot compartir dades i estar disponible a través d'una xarxa local. Administrar i controlar una xarxa de coses i/o dispositius IoT dinàmica és una tasca difícil si s'utilitza l'arquitectura de xarxes tradicionals. Les xarxes definides per programari o software (en anglès, software defined networking, SDN) proporcionen la solució dinàmica àgil que pot fer front als requisits especials de la diversitat d'aplicacions de la Internet de les coses.

### Consideracions temporals
En aquesta Internet de les coses, feta de milers de milions d'esdeveniments paral·lels i simultanis, el temps ja no serà utilitzat com una dimensió comú i lineal, sinó que dependrà de l'entitat dels objectes, processos, sistema d'informació, etc. Aquesta Internet de les coses haurà de fonamentar-se en els sistemes de TI en paral·lel massiu (computació paral·lela).

### Consideracions sobre la mida
La Internet de les coses codificaria entre 50 i 100 bilions d'objectes i seria capaç de seguir el moviment d'aquests. Els éssers humans en entorns urbans enquestats estan envoltats d'entre 1.000 i 5.000 objectes rastrejables. Al 2015 ja hi havia 83 milions de dispositius intel·ligents a les cases de les persones. Les previsions per al 2020 eren d'un creixement fins als 193 milions de dispositius. La xifra de dispositius compatibles en línea va créixer un 31% del 2016 al 2017 fins a assolir els 8.400 milions.

### Consideracions sobre l'espai
A la Internet de les coses, el lloc geogràfic precisa d'un determinat element i, també, les dimensions geogràfiques precises d'aquest serà fonamental. Per tant, els fets sobre un element, com el seu lloc en el temps i l'espai, han estat menys crítics de seguiment perquè la persona que processa la informació pot decidir si aquesta és important o no per a l'acció que s'està aprenent i, en cas afirmatiu, afegir la informació que manca (o decidir no fer l'acció). S'ha de tenir en compte que alguns dels elements de la Internet de les coses seran sensors i la ubicació d'aquests sol ser important. GeoWeb i Digital Earth són aplicacions prometedores que són possibles quan les coses poden organitzar-se i connectar-se segons localització. Tot i així, els reptes que queden inclouen les limitacions de les escales espacials variables, la necessitat de gestionar quantitats massives de dades i una indexació per a la cerca ràpida i les operacions veïnes. A la Internet de les coses, si les coses són capaces d'actuar per iniciativa pròpia, s'elimina aquest paper de medició centrat en l'ésser humà. Per tant, aconseguiríem que esdevinguessin autònomes. Així, al context espaitemps que nosaltes, com a humans, donem per fet, se li ha de donar un paper central en aquest ecosistema d'informació. De la mateixa manera que els estàndards tenen un paper clau a Internet i a la web, els estàndards geoespacials tindran un paper clau a la Internet de les coses.

### Subsistemes
No tots els elements de la Internet de les coses han d'executar-se necessàriament en un espai global. Si pensem en la domòtica, per exemple, veiem que només s'executen dins d'una casa intel·ligent. La mateixa tecnologia es pot emprar en altres indrets, en canvi, aquest sistema funcionaria i estaria disponible només a través de la xarxa local.

### M2M vs. Internet de les coses
A la indústria es creen constantment debats per a aclarir si aquests dos termes signifiquen el mateix, ja que, la tecnologia M2M fa temps que s'utilitza. En poques paraules, la comunicació M2M (Machine to Machine) consisteix en l'intercanvi automàtic de dades entre màquines, altres màquines i ordinadors sense cap tipus d'intervenció humana amb l'objectiu de ser precís. Es creen xarxes centrades en el benefici econòmic per a empreses molt tancades. En canvi, a la Internet de les coses la comunicació es forma a partir de xarxes basades en protocol IP amb la qual aconseguim la "interacció" entre dades de dispositius i un cloud i de nou dispositius o persones. Així mateix, la comunicació M2M no està disposada a treballar amb conceptes com el tractament de dades des de qualsevol lloc ("remote data") ni tampoc el que es coneix com a Big Data.

### Reptes tècnics de la Internet de les coses
Per assolir un potencial atractiu per a l'ús i comerç d'aquesta tecnologia, la Internet de les coses hauria d'assolir reptes en els quals diverses empreses, companyies i equips d'investigació de tot el món ja hi treballen.
Un d'aquests és la falta de cohesió, estabilitat i estandardització del sector. No existeix cap organització mundial que defineixi hardware, software i protocols del Internet of Things. A més, l'ecosistema actual del Internet de les coses està tan fragmentat i té uns ingressos tan limitats que frena consumidors i inversors. Per això empreses pioneres ja firmen aliances per a estabilitzar la direcció del projecte i definir estàndards. Una de les més importants és la del Industrial Internet Consorcium, firmada per AT&T, Cisco, GE, IBM i Intel.
Un altre repte és la disponibilitat de l'energia. Si els especialistes tenen raó, a l'any 2020 hi haurà entre 26.000 i 50.000 milions de dispositius connectats. Per tant, la investigació en mètodes energètics per aquests dispositius és primordial. Sobretot en aquells que necessiten bateries i ser autònoms.
Finalment i com a més tècnic és el control de dades (privacitat, qui i com accedeix a les meves dades) i la descentralització, interconnexió i sobretot identificació de les «coses» o dispositius i la seva identificació. El protocol d'internet (IP) compleix aquesta funció a la perfecció com ja hem comprovat amb els dispositius actuals (ordinadors, telèfons intel·ligents, etc.). El problema està en la versió 4 (IPv4), la més utilitzada actualment. Té una mida de 32 bits, el qual permet unes 5.000 milions d'adreces úniques, que no són suficients per als 50.000 milions de dispositius que, segons un estudi encarregat per Cisco, seran connectats a internet l'any 2020. Per això, s'ha dissenyat la versió 6 del protocol (IPv6), que compta amb un gran nombre d'adreces, amb una mida de 128 bits.

## Dispositius i aplicacions
La Internet de les coses es pot aplicar a una gran quantitat d'àmbits degut al nombre d'usos que se li pot donar. Sovint, es divideixen les aplicacions en quatre principals branques d'ús: espais de consum, comercials, industrials i d'infraestructures. George Osborne proposa que la IoT és la propera etapa en la revolució de la informació, referint-se a la interconnectivitat de tot: des del transport urbà fins a dispositius mèdics, passant per electrodomèstics.
La capacitat de connectar dispositius encastats amb capacitats limitades de CPU, memòria i energia vol dir que la Internet de les coses podria tenir aplicacions en gairebé qualsevol àrea. Aquests sistemes podrien encarregar-se de recol·lectar informació en diferents entorns: d'ecosistemes naturals fins a edificis i fàbriques, per la qual cosa podrien utilitzar-se per monitorització ambiental i planificació urbana.
Nous sistemes de compra intel·ligents, per exemple, podrien seguir els hàbits de compra d'un usuari específic rastrejant el seu telèfon mòbil. A aquests usuaris, se'ls podrien oferir ofertes especials amb els seus productes preferits o, fins i tot, se'ls podria guiar guiar cap a la ubicació dels articles que necessiten comprar. Aquests articles estarien en una llistat creat automàticament per la seva nevera intel·ligent en el seu telèfon mòbil. Es poden trobar més casos d'usos en aplicacions que s'encarreguen de la calefacció, el subministrament d'aigua, electricitat, l'administració d'energia i, fins i tot, sistemes intel·ligents de transport que ajudin al conductor. Una altra aplicació que pot portar la Internet de les coses és afegir característiques de seguretat i automatització a la llar. S'ha proposat el concepte de "Internet de les coses vives" on es descriuen xarxes de sensors biològics que podrien utilitzar anàlisis basades en computació en el núvol per permetre als usuaris estudiar l'ADN i altres molècules.

### Dades
La Internet de les coses ofereix una manera de recopilar, analitzar i processar una gran quantitat d'estadístiques de comportament. La idea és que les relacions entre aquestes estadístiques revolucioni el màrqueting específic de productes i serveis. Per tant, aquesta gran quantitat de dades ofereix, als mitjans de comunicació i professionals de la publicitat, una nova eina per treballar.
Un 51% dels world's top global marketers espera que IoT revolucioni el panorama del màrqueting al 2020. La idea és que la interconnexió dels dispositius ofereix oportunitats a les marques d'escoltar i respondre les necessitats dels seus clients amb el missatge correcte, en el moment adequat i en el dispositiu adequat.
Una forma d'aplicar IoT per tal de respondre les necessitats del client en el moment adequat i amb un missatge correcte és utilitzant beacons. Els beacons són petits dispositius sense fils que utilitzen la tecnologia bluetooth low energy explicada anteriorment i emeten un senyal de ràdio de poc abast. Aquests dispositius permeten posicionar una persona de forma molt precisa. Aquest fet ajuda a deduir la informació que li pot interessar a l'usuari. Per exemple, quan una tenda detecta que un usuari és a prop pot enviar-li al seu telèfon mòbil (a través d'una aplicació de la tenda que l'usuari s'ha descarregat prèviament) una oferta especial i personalitzada per a ell.
Una altra aplicació actual i més complexa de com s'està utilitzant IoT és un projecte de tanques publicitàries que han anunciat recentment les empreses Cloudian i Dentsu a Tokio. Aquestes tanques incorporaran càmeres que reconeixeran fins a 200 models diferents de cotxe en temps real i seran capaços de recopilar informació de paràmetres com marca, model i any de fabricació.

### Aplicacions industrials
Coneguda com la Internet de les coses industrial (en anglès Industrial Internet of Things - IIoT) és una característica destacable de la pròxima revolució industrial, a la qual es fa referència com a« Indústria 4.0». A partir de la combinació amb dispositius de control de tecnologia operativa, ajuda a regular i controlar sistemes industrials. A més, es pot dur a terme la mateixa implementació per a actualitzacions automàtiques de registres de col·locació d'actius en unitats d'emmagatzematge industrial ja que, la mida dels actius, pot variar des d'un petit cargol fins a tota la peça de recanvi d'un motor i el mal emplaçament d'aquests actius poden causar una pèrdua rellevant de mà d'obra, temps i diners.

#### Fabricació
La IoT pot connectar diversos dispositius de fabricació equipats amb capacitats de detecció, identificació, processament, comunicació, actuació i xarxa. El control i gestió de xarxes d'equips de fabricació, la gestió d'actius i situacions o el control de processos de fabricació permeten l'ús de la Internet de les coses per a aplicacions industrials i fabricació intel·ligent. Els sistemes intel·ligents IoT permeten una ràpida fabricació i optimització de nous productes i una resposta ràpida a les demandes del producte.
Gràcies als dispositius IoT en la realització del monitoratge del rendiment es poden vigilar les màquines de les plantes per determinar el seu funcionament en funció del temps d'inactivitat I la qualitat de les peces que produeixen. A més, es pot combinar la producció en temps real de dades amb les dades dels empleats i representar-ho gràficament. Així, es poden prendre decisions informades per millorar la productivitat, la qualitat del producte i la seguretat de forma dinàmica o mitjançant la millora / adaptació dels processos de producció de la planta.
Amb la gestió intel·ligent de l'inventari es poden reduir costos de mà d'obra i el temps implicat en el moviment i cerca de productes. Aquesta proposta també permet, a les plantes de producció, reduir al mínim l'inventari de productes i/o la calefacció o capacitat de refrigeració mínima necessària per al manteniment dels productes.
A través de la traçabilitat de la planta cap al client es permet als clients fer un seguiment dels productes que compren des de la planta que els produeix i permet als fabricants conèixer l'origen de les peces d'un producte. A més, pot ajudar a proporcionar seguretat contra els falsificadors. Per implementar aquestes idea es poden adherir sensors RFID a cada producte. Tota la informació de seguiment i traçabilitat corresponent s'emmagatzema en una base de dades detallada.
Amb la tecnologia RFID també es pot millorar la seguretat del treballador posant identificadors RFID a la roba de seguretat del treballador o a l'equip de la planta de producció. El que es pretén és alertar al treballador (o el seu supervisor) si no porta la protecció ben posada o no la porta posada o si està entrant a zones restringides on no es pot passar.

#### Agricultura
Hi ha nombroses aplicacions de la Internet de les coses a l'agricultura. S'utilitza per a accions com recopilar dades sobre temperatura, precipitacions, humitat, velocitat del vent, infestació de plagues i contingut del sòl. Aquestes dades es poden utilitzar per automatitzar tècniques agrícoles, prendre decisions per millorar la qualitat i la quantitat, minimitzar el risc i els residus i reduir l'esforç necessari per gestionar els cultius. Per exemple, els agricultors ara poden controlar la temperatura i la humitat del sòl des de lluny i, fins i tot, aplicar dades adquirides per IoT als programes de fertilització de precisió.
L'agost de 2018, Toyota Tsusho va iniciar una associació amb Microsoft per crear eines de piscicultura mitjançant el paquet d'aplicacions Microsoft Azure per a tecnologies IoT relacionades amb la gestió de l'aigua. Desenvolupats, en part, per investigadors de la Universitat Kindai, els mecanismes de la bomba d'aigua fan servir la intel·ligència artificial per comptar el nombre de peixos d'una cinta transportadora, analitzar aquest nombre i deduir l'eficàcia del flux d'aigua a partir de les dades que proporcionen els peixos. Els programes informàtics específics utilitzats en el procés pertanyen a les plataformes Azure Machine Learning i Azure IoT Hub.

### Aplicacions organitzatives

#### Medicina, salut i cures humanes
La internet de les coses mèdiques (IoTM) és una aplicació de la IoT amb finalitats mèdiques o sanitàries que es basa en la recopilació i l'anàlisi de dades per a la investigació i el seguiment. La IoTM s'ha anomenat també com «smart healthcare» referint-se a la tecnologia que permet crear un sistema sanitari digitalitzat que connecta els recursos mèdics disponibles i els serveis sanitaris.
A través de la utilització de la Iot en el camp de l'assistència mèdica es pretén beneficiar als pacients. Es busca escurçar el temps de tractament als hospitals, reduir els costos sanitaris i obtenir la millor assistència sanitària possible. Per fer-ho, es connecten sensors directament al pacient i a dispositius com tauletes tàctils i telèfons intel·ligents, per tal d'obtenir dades en temps real. Aquesta informació pot ser consultada tant pel pacient com pel metge i permet observar i supervisar la salut del pacient. A continuació es mostra un exemple d'escenari on es connecten els sensors amb un telèfon mòbil.
A part d'ajudar els pacients, la Internet de les coses pot ajudar els metges, tècnics i infermers en la seva feina, ja que es pot utilitzar per supervisar amb sensors aquells equips dels hospitals que necessiten ser emplenats o calibrats. Un exemple serien els tancs d'oxigen. D'aquesta manera, quan el sistema detecta que algun d'aquests equips necessita atenció, pot alertar al personal corresponent.
També permet que es puguin implementar sistemes que recullin de forma diària mesures com la pressió sanguínia, el sucre a la sang, la temperatura corporal, freqüència cardíaca, etc. A més, en cas d'emergència, es poden enviar avisos al metge o a emergències directament. Una altra ajuda és el control de la medicació per evitar oblits. D'aquesta manera els metges i cuidadors poden saber si el pacient s'ha pres la medicació.
A part dels dispositius enfocats a l'entorn mèdic també existeixen altres dispositius creats per ser usats en un entorn més personal. Les balances intel·ligents, per exemple, donen mesures del pes, ritme cardíac i mesuren la qualitat de l'aire en interiors entre d'altres. A més, aquestes balances envien les dades al teu telèfon i a través d'una aplicació pots veure diverses estadístiques. Un altre exemple d'aquests tipus de dispositius són les polseres intel·ligents. Aquestes polseres poden registrar el ritme cardíac i gràcies al GPS poden registrar rutes, velocitat, distància recorreguda.
L'aplicació de la IoT a la salut té un paper fonamental en la gestió de malalties cròniques i en la prevenció i control de malalties. La monitorització remota és possible gràcies a la connexió de potents xarxes sense fils. La connectivitat permet als professionals de la salut captar les dades del pacient i aplicar algoritmes complexos en l'anàlisi de dades de salut.
Aquesta aplicació també estaria lligada a les cases intel·ligents.

#### Transport
La Internet dels coses pot ajudar a la integració de comunicacions, control i processament d'informació de diversos sistemes de transport. L'aplicació de la IoT s'estén a tots els aspectes o elements dels sistemes de transport, és a dir, el vehicle, la infraestructura i el conductor o l'usuari. La interacció dinàmica entre aquests components d'un sistema de transport permet la comunicació inter i intra-vehicular, control intel·ligent del trànsit, estacionament intel·ligent, sistemes electrònics de recollida de peatges, gestió de la logística i de flotes, control de vehicles, seguretat i assistència viària.

#### Comunicacions V2X
En els sistemes de comunicació de vehicles, la coneguda com «vehicle-to-everything» (V2X), consta de tres components principals: comunicació del vehicle amb el vehicle (V2V), la comunicació de vehicle - infraestructura (V2I) i el vehicle de comunicacions de vianants (V2P). La comunicació V2X seria el primer pas per a la conducció autònoma i la infraestructura viària connectada.

#### Edificació i domòtica
Els dispositius IoT es poden utilitzar per controlar els sistemes mecànics, elèctrics i electrònics que s'utilitzen en diversos tipus d'edificis (per exemple, públics i privats, industrials, institucionals o residencials) en sistemes domòtics i d'automatització d'edificis.En aquest context, es podria considerar que s'estan tractant tres àrees principals:
- La integració d'Internet a sistemes de gestió energètica dels edificis per tal de crear edificis intel·ligents, eficients energèticament i impulsats per la Internet de les coses.
- Els possibles mitjans de control en temps real per reduir el consum d'energia[100] i controlar els comportaments dels residents.
- La integració de dispositius intel·ligents a l'entorn construït i com es podrien utilitzar en futures aplicacions.

### Aplicacions de consum
Una part creixent dels dispositius IoT es creen per al consumidor, inclosos vehicles connectats, domòtica, tecnologia portàtil, salut connectada i electrodomèstics amb funcions de monitorització remota.

#### A la llar i en una casa intel·ligent
La Internet de les coses ens ofereix una forma d'automatitzar algunes de les tasques de la llar i accedir als dispositius de la llar des de fora. Per a fer-ho podem aplicar la IoT de moltes maneres diferents: comptadors intel·ligents, persianes automàtiques, sistemes de climatització intel·ligents, il·luminació automàtica, sistemes de seguretat amb càmeres intel·ligents i control d'incendis intel·ligent.
Les persianes automàtiques poden detectar la llum del sol per filtrar-la de forma automàtica i detectar si plou o fa vent per tancar les finestres. A més, es pot accedir al sistema des d'una aplicació o pàgina web per controlar les finestres de forma remota.
Els sistemes de climatització intel·ligent poden mantenir varies sales a diferents temperatures, aprofitant tant la informació actual com prediccions sobre el futur immediat. A més, a través de la geolocalització del telèfon intel·ligent, el sistema pot refrigerar l'ambient a la temperatura programada abans que arribis a casa i apagar el sistema quan marxes.
Els sistemes de control d'incendis intel·ligents poden enviar una notificació al telèfon mòbil intel·ligent de l'usuari a través d'una aplicació en cas d'alarma. En cas de falsa alarma, l'usuari pot silenciar el sistema des del telèfon.
Amb la IoT també podem connectar electrodomèstics a Internet. Per exemple, ja tenim models al mercat de neveres que es connecten per Wi-Fi a Internet i tenen càmeres al seu interior per tal de mostrar, a través del telèfon intel·lgent de l'usuari, imatges del contingut de la nevera. Un altre exemple són les cafeteres intel·ligents, que es poden controlar des del mòbil. A més, a través de la geolocalització, poden detectar quan l'usuari està prop de casa i preguntar-li si vol un cafè. Així, al arribar, ja el tindrà preparat.
Els beneficis a llarg termini d'aquest tipus de tecnologies poden incloure un estalvi energètic assegurant el funcionament automàtic dels llums i l'electrònica o fent que els residents de la llar siguin conscients del seu ús.
Una llar intel·ligent o una llar automatitzada es podria basar en una plataforma que és controlada a partir de dispositius i aparells intel·ligents. Per exemple, l'ús d'Apple HomeKit, permet als fabricants tenir els seus productes i accessoris per a la llar controlats per una aplicació del sistema operatiu d'iOS en dispositius com l'iPhone i el rellotge d'Apple (Apple Watch). També hi ha centres dirigits per a l'ús a la llar intel·ligent que s'ofereixen com a plataformes independents per connectar diferents productes. Exemples d'aquests inclouen Amazon Echo (Alexa), Google Home, HomePod d'Apple i SmartThings Hub de Samsung.

##### Atenció a la gent gran
Una aplicació clau d'una casa intel·ligent és proporcionar assistència a persones amb discapacitat i persones grans. Aquests sistemes domèstics utilitzen tecnologia assistencial que permet adaptar-se a les capacitats específiques del propietari. El control per veu pot ajudar els usuaris amb limitacions de visió i mobilitat, mentre que, els sistemes d'alerta, es poden connectar directament a implants coclears utilitzats per usuaris amb discapacitat auditiva. També es poden equipar amb elements de seguretat addicionals. Aquestes funcions poden incloure sensors que controlen emergències mèdiques com caigudes o convulsions. La tecnologia de les cases intel·ligents aplicada d'aquesta manera pot proporcionar als usuaris més llibertat i una major qualitat de vida.

### Aplicacions d'infraestructura
El seguiment i control d'operacions d'infraestructures urbanes i rurals sostenibles com ponts, vies de ferrocarril i parcs eòlics terrestres i marins és una aplicació clau de la Internet de les coses. La infraestructura IoT es pot utilitzar per controlar qualsevol esdeveniment o canvi en les condicions estructurals que pugui comprometre la seguretat i augmentar el risc en aquesta. Així mateix, el seu ús pot beneficiar la indústria de la construcció amb estalvis de costos, reducció de temps, jornada laboral de millor qualitat, flux de treball sense papers i augment de la productivitat. Pot ajudar a prendre decisions més ràpides i estalviar diners amb l'anàlisi de dades en temps real. També es pot utilitzar per programar activitats de reparació i manteniment d'una manera eficient, coordinant tasques entre els diferents proveïdors de serveis i els usuaris d'aquestes instal·lacions

#### Implementació a escala metropolitana
La Internet de les coses ens ajuda en l'optimització i la gestió dels serveis públics tradicionals com per exemple en el transport i pàrquing, en l'enllumenat, en el manteniment i vigilància d'espais públics, la recollida de brossa i el manteniment d'edificis. A més, les dades recollides amb IoT poden ser explotades, per exemple, per a augmentar el coneixement de la gent sobre l'estat de la seua ciutat.
Per al control dels embussos de tràfic es pot fer una vigilància de la congestió de la ciutat amb càmeres, sensors i utilitzant la localització GPS dels cotxes moderns. Aquesta informació és interessant per als habitants, ja que així poden utilitzar rutes alternatives.
Per a l'enllumenat intel·ligent es poden utilitzar sensors perquè l'enllumenat reguli la seua intensitat segons factors com l'hora del dia o les condicions climàtiques.
Un exemple de manteniment d'espais públics de forma intel·ligent és el sistema de reg de la ciutat de Barcelona. El sistema permet que es puguin controlar a distància les electrovàlvules que obrin el pas de l'aigua. A més, el sistema atura el reg quan es detecta pluja o l'ajusta quan fa vent per tal que l'aigua no caigui fora de l'espai a regar.
Anteriorment he comentat que IoT ens pot ajudar al manteniment d'edificis històrics, per fer-ho es poden instal·lar sensors als edificis que detectin vibracions i deformacions, humitat, temperatura.
Una altra aplicació serien els semàfors intel·ligents. Aquests es poden utilitzar, per exemple, per evitar que els conductors hagin d'esperar en un semàfor en vermell mentre no hi ha altres cotxes o persones a la vora. Per fer-ho, es poden utilitzar càmeres per detectar el tràfic i posar el semàfor en verd o roig en funció de les dades recollides. Un exemple és la ciutat de Barcelona, on els semàfors emeten un soroll quan una persona invident acciona un petit comandament. A més, els semàfors ajuden als bombers, ja que quan aquests corren cap a una emergència el sistema regula la ruta per posar en verd els semàfors i torna a la seua programació normal un cop els bombers ja han passat.

#### Gestió d'energia
Un nombre important de dispositius que consumeixen energia (per exemple, llums, electrodomèstics, motors, bombes, etc.) ja integren connectivitat a Internet, cosa que els permet comunicar-se amb els serveis públics, no només per equilibrar la generació d'energia, sinó que, també, ajuda a optimitzar el consum d'energia en el seu conjunt. Aquests dispositius permeten el control remot per part dels usuaris o la gestió central mitjançant una interfície basada en el núvol i permeten funcions com la programació (per exemple, encendre o apagar remotament sistemes de calefacció, controlar els forns, canviar les condicions d'il·luminació, etc.). La xarxa intel·ligent és una aplicació IoT del costat de la utilitat; els sistemes recopilen i actuen sobre la informació relacionada amb l'energia per tal de millorar l'eficiència de la producció i distribució de l'electricitat.

#### Seguiment i monitoratge ambiental
Gràcies a la Internet de les coses podem monitorar anomalies que podrien posar en perill la vida humana i animal. Això és possible gràcies al fet que, amb els sensors podem detectar i/o mesurar fenòmens naturals com la pluja, la temperatura, el vent o el creixement d'un riu en temps real i processar aquesta informació. A més, els sensors permeten recollir informació a zones no accessibles per a l'ésser humà. Per exemple, zones volcàniques, avencs oceànics, zones remotes... Aquests sensors enviarien la informació a un punt de decisió per tal de detectar condicions anormal. Un exemple més concret d'aplicació és la detecció d'incendis. Quan els sensors de temperatura o fum detectin alguna anomalia poden enviar una alarma de forma ràpida.

## Activació de tecnologies IoT
Hi ha moltes tecnologies que permeten la Internet de les coses. És crucial per al camp la xarxa que s'utilitza per comunicar-se entre els dispositius d'una instal·lació d'IoT, un paper que poden complir diverses tecnologies sense fils o per cable:

### Adreçabilitat
La idea original del Centre d'Identificació Automàtica es basa en etiquetes RFID i una identificació diferent a través del Codi de producte electrònic. Això s'ha convertit en objectes que tenen una adreça IP o URI. Una visió alternativa, provinent del món del web semàntic, que se centra en fer que totes les coses (no només les electròniques, intel·ligents o habilitades per RFID) siguin adreçables pels protocols de denominació existents, com ara l'URI. Els objectes en si no conversen, però ara poden ser referits per altres agents, com ara potents servidors centralitzats que actuen per als seus propietaris humans. La Integració amb Internet implica que els dispositius utilitzaran una adreça IP com a identificador diferent. A causa de l'espai d'adreces limitat d'IPv4 (que permet 4.300 milions d'adreces diferents), els objectes de la IoT hauran d'utilitzar la propera generació del protocol d'Internet (IPv6) per escalar fins a l'espai d'adreces extremadament gran que cal.

## Privacitat i seguretat
IoT introdueix nous reptes sobre la privacitat de les persones i la confidencialitat i integritat de les dades transmeses entre dispositius. Hi ha alguns problemes generals pendents a l'hora de parlar de seguretat en IoT. Com a primer problema tenim que els dispositius IoT es dissenyen per poder treballar de forma autònoma i transparent als usuaris fet que complica la detecció de possibles atacs. El segon problema és que normalment els dispositius IoT tenen recursos limitats (computacionals, consum d'energia, amplada de banda...) i això provoca que els mecanismes tradicionals de seguretat no puguin ser aplicats directament. Per tant, s'han de crear nous mecanismes de seguretat i,a més, aquests han de poder ser aplicats a un gran nombre de dispositius,és a dir, aquests mètodes han de ser escalables.
Les aplicacions IoT han de tenir uns requeriments de seguretat i han d'incloure punts com :
- Seguretat en la comunicació: Els dispositius IoT poden utilitzar comunicacions sense fils entre distàncies curtes, entre distàncies més grans, comunicació per cable... Cada un d'aquests sistemes han de proporcionar integritat, disponibilitat, confidencialitat y altres factors com autenticació, permisos...
- Protecció de dades: La informació transmesa entre dispositius pot incloure informació privada dels usuaris com pugui ser las seva ubicació, informació física, patrons de comportament... Per això, els dispositius han de garantir la confidencialitat utilitzant criptografia.
- Protecció física: Atès que els dispositius estan ubicats a prop del lloc on s'utilitzen l'accés a aquests és molt fàcil i, per tant, el risc per a la seguretat augmenta.
- Identificació dels dispositius i permisos: Molts dispositius poden ser afegits o trets de la xarxa. Cada dispositiu té uns permisos per tant s'han d'identificar i autenticar utilitzant identificadors, contrasenyes, MAC, certificats...
- Monitoratge i controls dels dispositius: Tot i que els dispositius IoT estiguin identificats poden funcionar malament, estar infectats per virus... Per tant, cal que aquests estiguin controlats i sota monitoratge per tal de poder actuar en el cas que hi hagi una situació o activitat anormal.

Un estudi de HP el 2014 va revelar que el 70% dels dispositius més usats d'IoT eren vulnerables a rebre un atac. Aquests dispositius tenien vulnerabilitats com falta de granularitat de permisos d'accés o vulnerabilitats del xifrat. Amb aquest estudi HP va trobar 25 vulnerabilitats per cada dispositiu (juntament amb els seus components de cloud i aplicacions mòbils) en un estudi realitzat sobre un total de 10 dispositius. Els principals problemes de seguretat que van trobar van ser:
- Problemes de Privacitat: entre les dades que van poder obtenir hi havia credencials de la targeta de crèdit i informació mèdica...
- Autorització insuficient: 80% dels dispositius provats no tenien control sobre la complexitat de les contrasenyes. Molts dispositius tenien contrasenyes com 123.
- Falta de xifrat: El 70% dels dispositius no xifraven les comunicacions ni cap a Internet ni a la xarxa local.
- Interfície web Insegura: 6/10 dispositius tenien problemes com ara mala gestió de les sessions o XSS persistent.
- Protecció del software inadequada: 60% dels dispositius no utilitzaven xifrat en les descàrregues d'actualitzacions de software. Algunes descàrregues podien ser interceptades i modificades.

## Plataformes de desenvolupament
Plataformes o entorns de programari per a dissenyar aplicacions IoT a 18/09/2017 :
Permeten gestionar els dispositius, recol·lecció de dades, processat i visualització de dades en temps real.
| Nom            | Propietari   | Gestió de dispositius | Gestió del núvol | web                                                         | Característiques                                            |
| -------------- | ------------ | --------------------- | ---------------- | ----------------------------------------------------------- | ----------------------------------------------------------- |
| ARM mbed       | codi obert   |                       | Sí               | https://www.mbed.com                                        | Protocols MQTT, CoAP i HTPP                                 |
| Gear Studio    | Cloud Studio | Si                    | Si               | https://www.cloud.studio/                                   | Protocols MQTT i HTPP                                       |
| ThingsBoard    | codi obert   | Sí                    | Sí               | https://thingsboard.io/                                     | Protocols MQTT, CoAP i HTPP                                 |
| kaa            | codi obert   | Sí                    | Sí               | https://www.kaaproject.org/                                 | Protocols MQTT, CoAP i HTPP                                 |
| openHAB        | codi obert   |                       | Sí               | http://www.openhab.org                                      | Protocols MQTT, CoAP i HTPP                                 |
| Domoticz       | codi obert   | Sí                    |                  | www.domoticz.com                                            | Es pot executar sobre Raspberry Pi, Windows, Linux i Mac OS |
| Home Assistant | codi obert   | Sí                    |                  | https://home-assistant.io                                   | Protocols MQTT, CoAP i HTPP                                 |
| OpenMotics     | codi obert   |                       |                  | https://www.openmotics.com                                  | Protocols MQTT, CoAP i HTPP                                 |
| Calaos         | codi obert   |                       |                  | https://calaos.fr                                           | Protocols MQTT, CoAP i HTPP                                 |
| GCP            | Google       |                       |                  | https://cloud.google.cat/iot-core%5BEnllaç+no+actiu%5D      | -                                                           |
| Watson IoT     | IBM          |                       | Sí               | https://www.ibm.com/internet-of-things/                     | -                                                           |
| AWS IoT        | Amazon       |                       | Sí               | https://aws.amazon.com/iot/                                 | -                                                           |
| Azure IoT      | Microsoft    |                       | Sí               | https://azure.microsoft.com                                 | -                                                           |
| Artik          | Samsung      |                       |                  | https://www.artik.io/ Arxivat 2015-06-12 a Wayback Machine. | -                                                           |
| Electric Imp   | Electric Imp | Sí                    | Sí               | https://electricimp.com/                                    | Amb entorn IDE al núvol i dispositius Wi-Fi.                |